# All Pro Wrestling
All Pro Wrestling (APW) ist eine US-amerikanische Independent-Liga mit Geschäftssitz in Hayward, Kalifornien. Diese Promotion wurde 1995 von Roland Alexander gegründet und besitzt eine eigene Wrestling-Schule mit Namen All Pro Wrestling Boot Camp, die schon 1991 gegründet wurde.
Die Promotion APW hat einige bekannte Wrestling-Stars hervorgebracht. Die Wrestler Crash Holly, The Great Khali und Spike Dudley sind die bekanntesten von ihnen. Auch die Wrestlerinnen Awesome Kong und Melissa Marie Anderson stammen aus dieser Promotion.

## Titel

### Aktuelle Titelträger
| Titel                                          | Aktuelle(r) Titelträger                         | Regentschaft | Tage | Datum des Titelgewinns | Ort           | Anmerkung                                                      |
| ---------------------------------------------- | ----------------------------------------------- | ------------ | ---- | ---------------------- | ------------- | -------------------------------------------------------------- |
| APW Universal Heavyweight Championship         | Jody Kristofferson                              | 1            | 3393 | 27. Februar 2016       | San Francisco | Besiegte JR Kratos.                                            |
| APW Worldwide Internet Championship            | Will Cuevas                                     | 1            | 3562 | 11. September 2015     | San Francisco | Besiegte Boyce LeGrande.                                       |
| APW Tag Team Championship                      | Reno Scum (Adam Thornstowe & Luster The Legend) | 1 (1,1)      | 3464 | 18. Dezember 2015      | Daly City     | Besiegten The Classic Connection (Buddy Royal & Levi Shapiro). |
| APW/Vendetta Pro Unified Tag Team Championship | Parental Discretion (Mario Banks & Mike Menace) | 1 (1,1)      | 3925 | 13. September 2014     | Santa Maria   | Besiegten Pink Mink Inc (Matt Carlos & Rik Luxury).            |

### Ehemalige (eingestellte) Titel
| Titel                                         | Letzte(r) Titelträger | Zeitraum |
| --------------------------------------------- | --------------------- | -------- |
| APW Junior Heavyweight Championship           | Chris Cole            | 1997     |
| APW Above The Law/Future Legends Championship | Cheerleader Melissa   | 2005     |